# 공룡 대행진
《공룡 대행진》(영어: We're Back! A Dinosaur's Story)는 1993년 개봉된 미국의 애니메이션 영화이다.